# Стрэттон, Джулиус
Джу́лиус Стрэ́ттон (англ. Julius Adams Stratton; 18 мая 1901 — 22 июня 1994) — американский радиотехник.
Член Национальной академии наук США (1950), Национальной инженерной академии США (1964).

## Биография
Джулиус Стрэттон родился в Сиэтле 18 мая 1901 года. В молодые годы находился в Германии, где учился в начальной школе. Дальнейшая его жизнь была связана с Сиэтлом, где он жил и где сформировался как личность, где у него возник интерес к радиотехника, и где он стал ведущим специалистом в этой области.
Стрэттон поступил в Массачусетский технологический институт («MIT») в 1920 году, и за три года обучения получил звание бакалавра, будучи секретарем радиотехнического общества. Институт Стрэттон окончил в 1926 году. Он работал над докторской диссертацией в Федеральном Институте Технологии Швейцарии (англ. Swiss Federal Institute of Technology). В 1928 году он получил степень доктора наук (ScD).
В 1940-е годы Стрэттон работал над разработкой радарных устройств в новообразованной Радиационной Лаборатории (англ. Radiation Laboratory), а в 1942 году переехал в Вашингтон, как консультант по радиотехнике. В 1946 году был награждён медалью «За заслуги».
В период Второй мировой войны (1941 год) вышла основная работа его жизни — «Электромагнитная теория», важность которой не уменьшилась и сегодня. В этой книге было впервые введено в оборот понятие волнового сопротивления вакуума.
Стрэттон умер от пневмонии 22 июня 1994 года, в возрасте 93-х лет. Он был одиннадцатым президентом МИТ в период с 1959 по 1966 год.